# GigaScience
GigaScience es una revista científica revisada por pares que se fundó en 2012. Cubre la investigación y los grandes conjuntos de datos que resultan de trabajos en biomedicina y ciencias naturales. Su editora en jefe es Scott Edmunds. Originalmente, era publicada conjuntamente por BioMed Central y el Grupo BGI. Sin embargo, en 2016, dejó BioMed Central para formar una nueva asociación entre el BGI y Oxford University Press. Dos años después, ganó el premio PROSE a la innovación en la publicación de revistas en la categoría multidisciplinaria, entregado por la Asociación Estadounidense de Editores (AAP).

## GigaDB y GigaGalaxy
Para alojar los grandes conjuntos de datos que cubre la revista, GigaScience creó e integró su propio repositorio disciplinario, GigaDB. La revista también proporciona una plataforma basada en Galaxy para analizar datos, la GigaGalaxy. Por otro lado, la publicación ha tratado de promover el uso de la plataforma de Galaxy como productos de investigación publicables a través de su serie de artículo «Galaxy Series».